# Josef Rieder
Josef „Josl” Rieder (ur. 3 grudnia 1932 w Lermoos, zm. 15 czerwca 2019) – austriacki narciarz alpejski, trzykrotny medalista mistrzostw świata. 
Wystartował na igrzyskach olimpijskich w Cortinie d’Ampezzo w 1956 roku, gdzie został zdyskwalifikowany w slalomie i zjeździe. Podczas rozgrywanych dwa lata później mistrzostw świata w Bad Gastein wywalczył trzy medale. Najpierw zwyciężył w slalomie, wyprzedzając swego rodaka, Toniego Sailera i Chiharu Igayę z Japonii. Trzy dni później zajął drugie miejsce w gigancie, rozdzielając Sailera oraz Francuza François’a Bonlieu i Rogera Stauba ze Szwajcarii, którzy ex aequo zajęli trzecie miejsce. W zjeździe był ósmy, a w kombinacji wywalczył kolejny srebrny medal. Tym razem uplasował się za Sailerem, a przed Staubem.
Był 2-krotnym mistrzem Austrii, w 1958 roku był najlepszy w zjeździe i kombinacji.
Podczas igrzysk olimpijskich w Innsbrucku w 1964 roku zapalił znicz olimpijski.

## Osiągnięcia

### Igrzyska olimpijskie
| Miejsce | Dzień       | Rok  | Miejscowość       | Konkurencja | Czas biegu | Strata | Zwycięzca   |
| ------- | ----------- | ---- | ----------------- | ----------- | ---------- | ------ | ----------- |
| DSQ     | 31 stycznia | 1956 | Cortina d’Ampezzo | Slalom      | 3:14,7     | -      | Toni Sailer |
| DSQ     | 3 lutego    | 1956 | Cortina d’Ampezzo | Zjazd       | 2:52,2     | -      | Toni Sailer |

### Mistrzostwa świata
| Miejsce | Dzień       | Rok  | Miejscowość       | Konkurencja | Czas biegu | Strata    | Zwycięzca   |
| ------- | ----------- | ---- | ----------------- | ----------- | ---------- | --------- | ----------- |
| DSQ     | 31 stycznia | 1956 | Cortina d’Ampezzo | Slalom      | 3:14,7     | -         | Toni Sailer |
| DSQ     | 3 lutego    | 1956 | Cortina d’Ampezzo | Zjazd       | 2:52,2     | -         | Toni Sailer |
| 1.      | 2 lutego    | 1958 | Badgastein        | Slalom      | 1:55,1     | -         | -           |
| 2.      | 5 lutego    | 1958 | Badgastein        | Gigant      | 1:48,8     | +3,8      | Toni Sailer |
| 8.      | 9 lutego    | 1958 | Badgastein        | Zjazd       | 2:28,5     | +5,4      | Toni Sailer |
| 2.      | 9 lutego    | 1958 | Badgastein        | Kombinacja  | 0,36 pkt   | +6,00 pkt | Toni Sailer |